# Тамм, Франц Вернер фон
Франц Вернер фон Тамм, известный также как Даппер ((нем. Franz Werner von Tamm, Dapper; 6 марта 1658, Гамбург — 10 июля 1724, Вена) — немецкий живописец эпохи барокко. Один из наиболее известных мастеров немецкого натюрморта конца XVII — начала XVIII века. В 1685—1695 годах работал в Италии, в Риме.

## Биография
Художник родился в Гамбурге, учился живописи у немецких мастеров исторического жанра Теодора ван Зостена и Иоганна Пфайффера. Однако позднее увлёкся «живописью цветов и фруктов» (Malerei von Blumen und Früchten) и переехал в Рим, где присоединился к художнику Марио Нуцци, известному под прозванием «Деи Фиори» (итал. Dei Fiori — «Цветочник») и под его руководством превратился в мастера в этой области. Он также изображал животных по произведениям Фита, натюрморты с битой птицей и охотничьими трофеями. Работал в мастерской живописца Карло Маратта.
В Риме Вернер фон Тамм присоединился к объединению нидерландских и немецких художников «Перелётные птицы» (нидерл. Bent vogels — перелётные птицы, или нидерл. Bentvueghels — «птицы пера»). По обычаю членов общества он взял себе новое имя «Dapper» (Храбрый).
Он также испытал влияние фламандского живописца натюрмортов Давида де Конинка. Его последователем стал Пьетро Наварра.
В 1702 году Франц Вернер фон Тамм работал в Пассау, а затем поселился в Вене. С 1695 года был придворным художником императора Священной Римской империи Леопольда I. Это объясняет, почему Вена особенно богата произведениями художника. Только в княжеской Лихтенштейнской галерее имеется двадцать четыре картины фон Тамма (по другим данным семнадцать), в Императорской картинной галерее — восемь. В санкт-петербургском Эрмитаже имеется картина фон Тамма «Попугай на тыквах».
Франц Вернер фон Тамм скончался в Вене в возрасте шестидесяти шести лет и оставил двух сыновей: Франца и Каспара, которые продолжили путь отца.

## Галерея

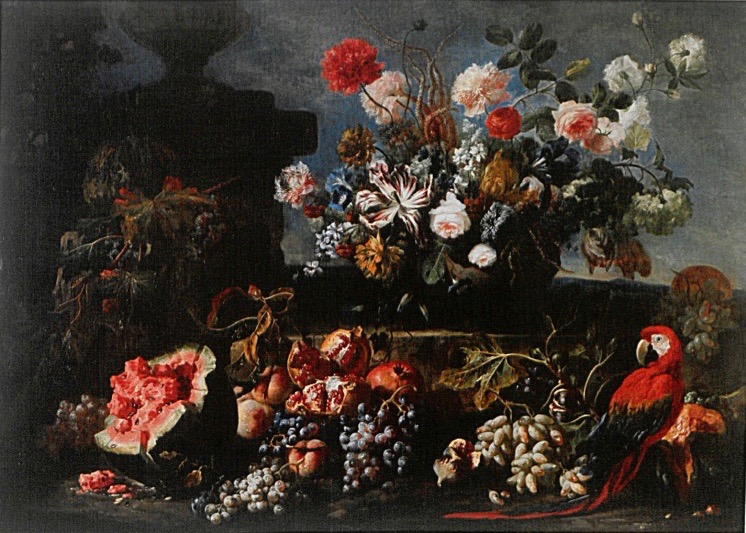
Цветы и фрукты. 1712. Холст, масло. Музей истории Гамбурга, Гамбург
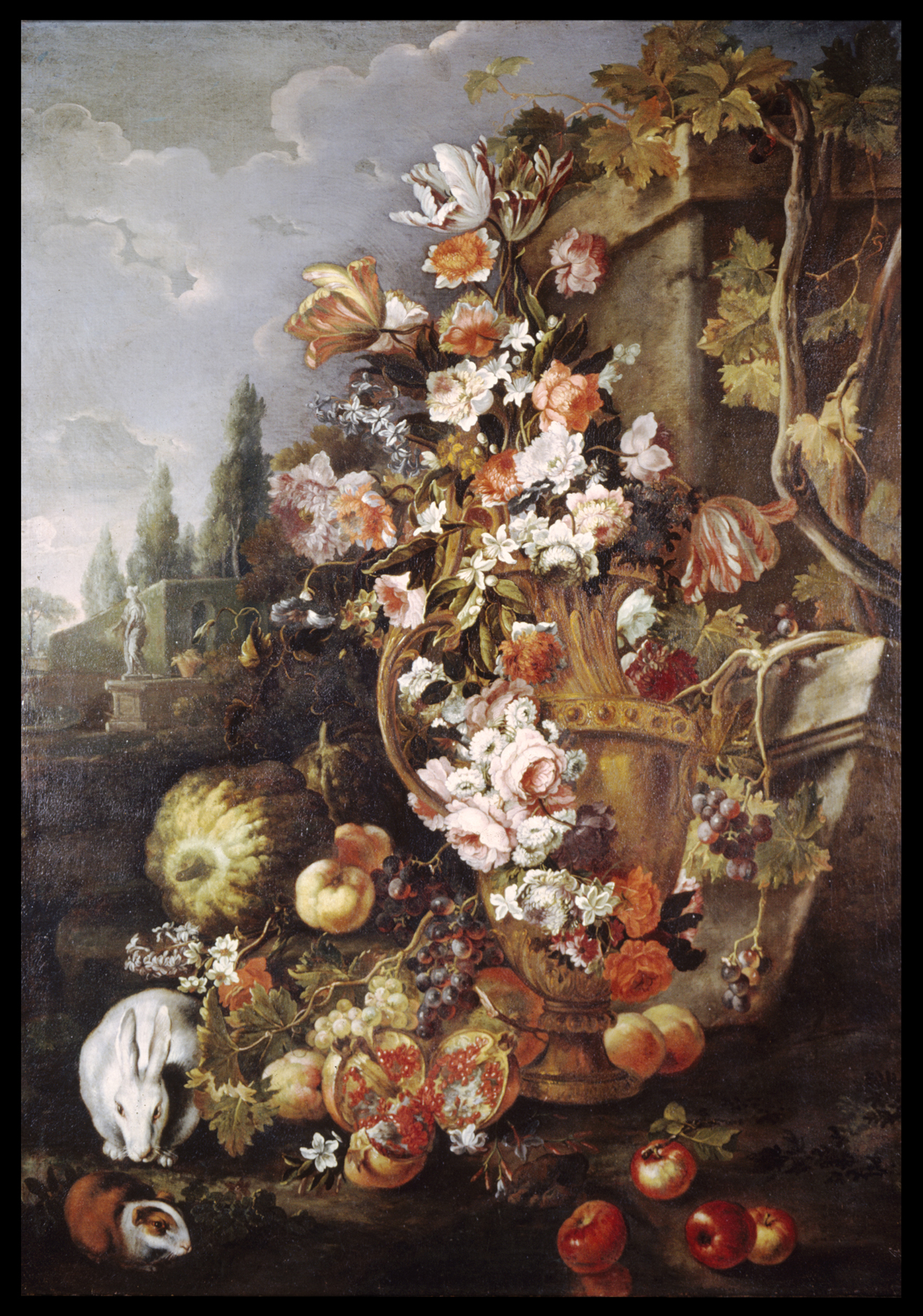
Натюрморт из цветов и фруктов в саду. Между 1700 и 1710. Холст, масло. Художественный музей Уолтерса, Балтимор, США
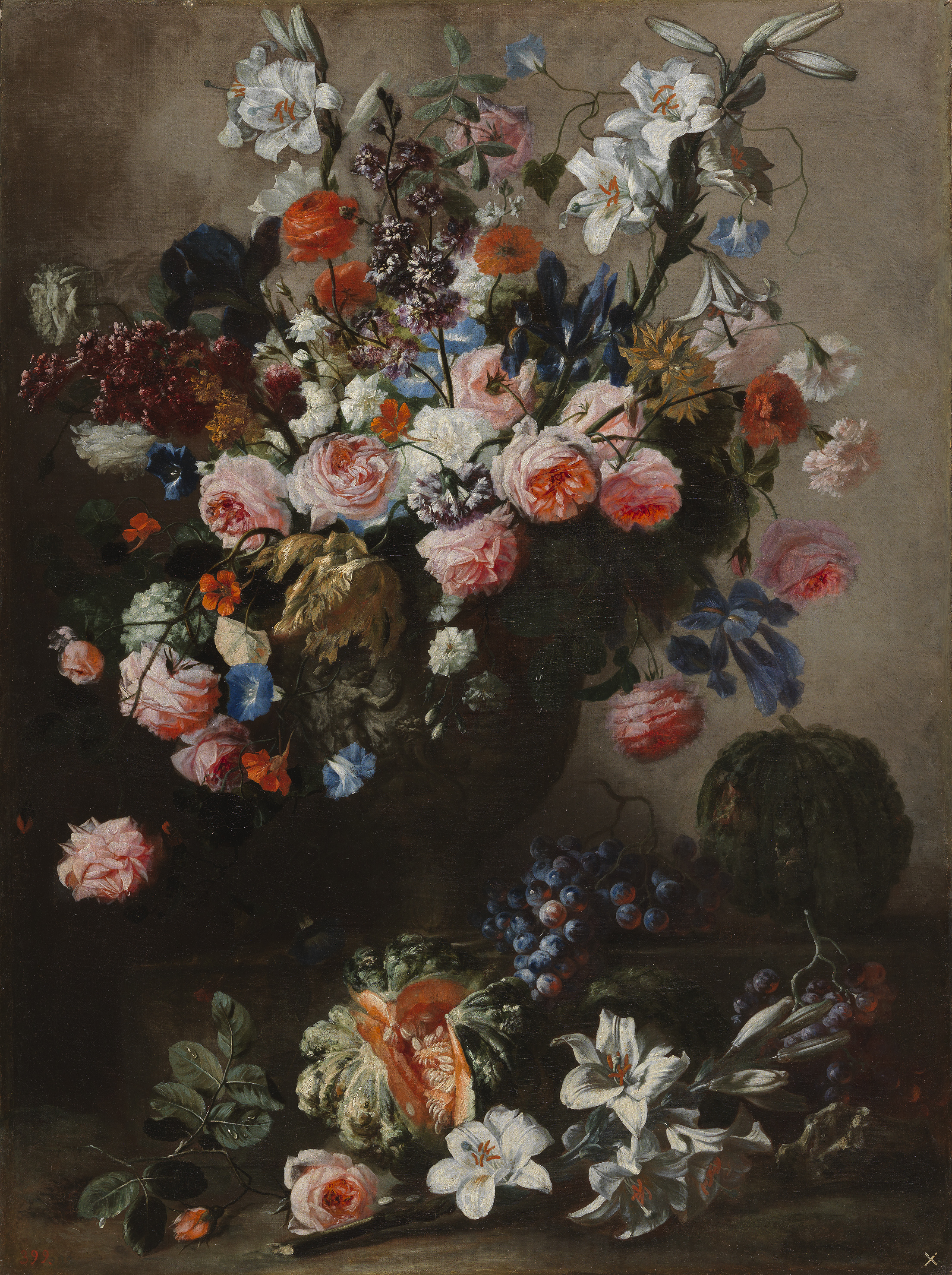
Цветы. Ок. 1700. Холст, масло. Прадо, Мадрид
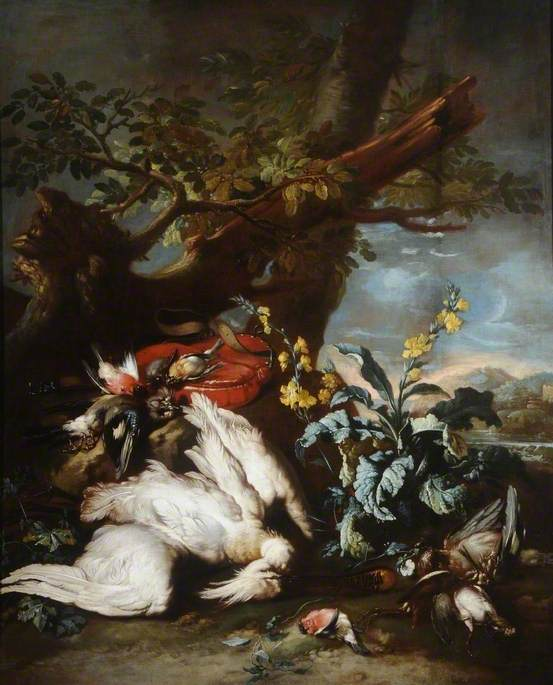
Мёртвые птицы. Между 1705 и 1715. Холст, масло. Кэннон Холл Музей, Южный Йоркшир, Англия
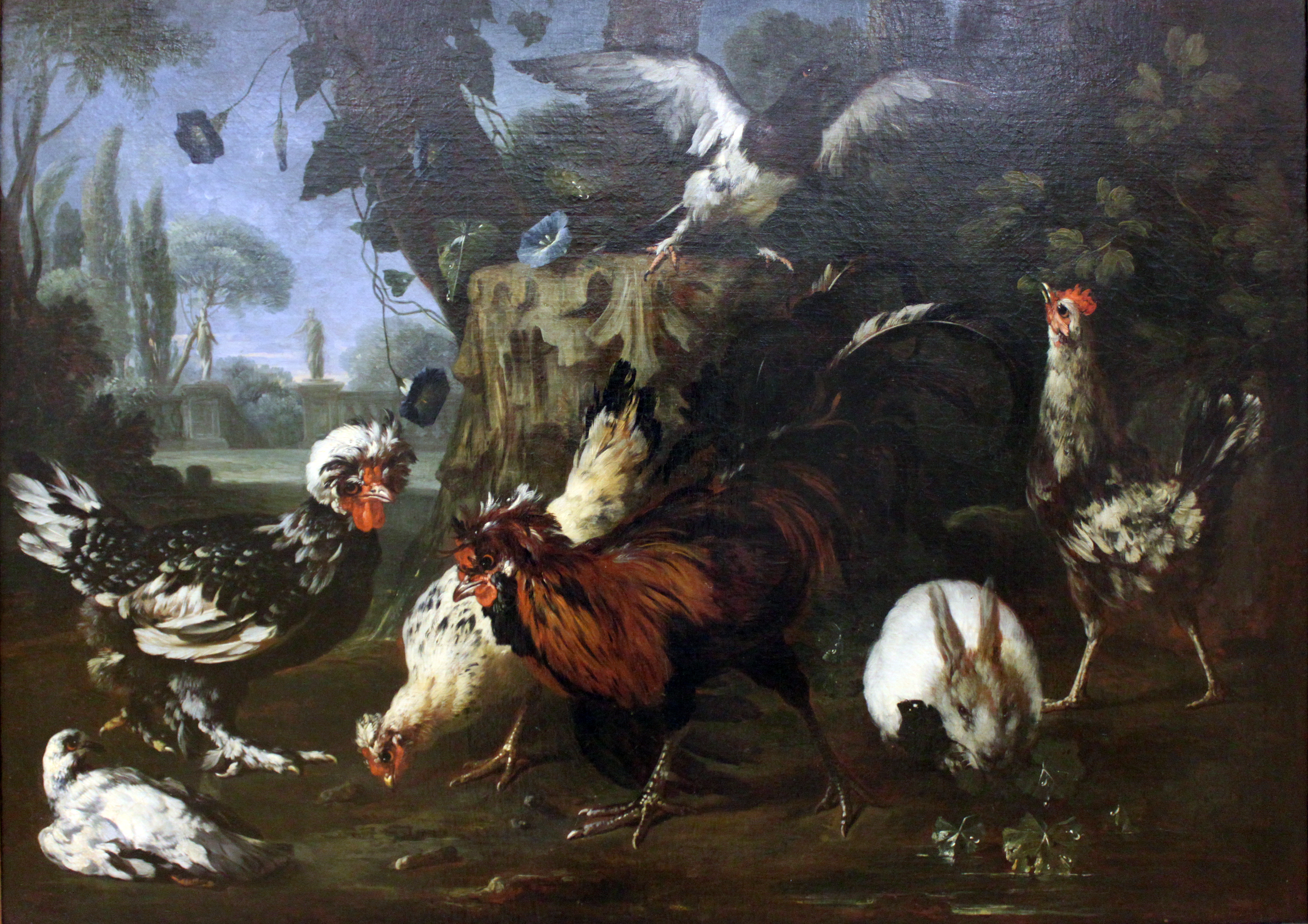
Птичий двор. 1697. Холст, масло. Музей изобразительных искусств, Екатеринбург